# Pakubuwono IV van Surakarta

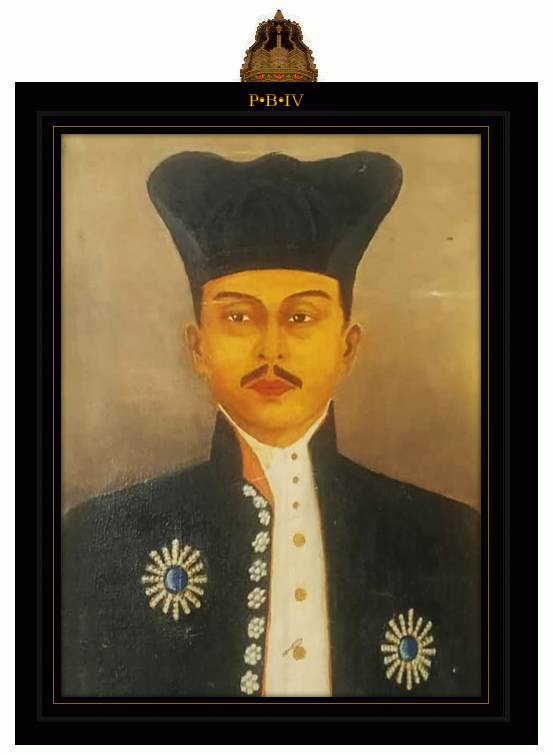
Pakubuwono IV van Surakarta

Pakubuwono IV van Surakarta (geboren in de kraton van Surakarta op 31 augustus 1768 - aldaar op 1 oktober 1820) regeerde van 26 september 1788 tot zijn dood als susuhunan van Soerakarta, eerst als vazal van de VOC, later als vazal van de Bataafse Republiek, het Koninkrijk Holland, de Engelse bezetter van Nederlands-Indië en het Koninkrijk der Nederlanden dat na 1815 zijn suzerein werd. Voluit was zijn naam en titel "Z.H. Sampeyan Dalam ingkang Sinuhun Kanjeng Susuhunan Prabhu Sri Paku Buwono IV Senapati ing Alaga Ngah 'Abdu'l-Rahman Saiyid ud-din Panatagama [Sunan Bagus], susuhunan van Surakarta. Als prins heette hij "Radin Mas Gusti Subadaya". Als kroonprins was hij na 8 juni 1775 "Kanjeng Gusti Pangeran Adipati Anum Amangku Negara Sudibya Rajaputra Narendra ing Mataram". De prinsen van het Huis der Kartasura werden in de Kraton opgevoed en onderwezen.
Op 29 september 1788 werd de vierde susuhunan van Surakarta officieel geïnstalleerd. Zijn regeringsmacht was door verdragen en akkoorden met de VOC en met Nederland sterk beperkt maar formeel was hij de eigenaar van alle grond in Surakarta en hij was op zijn beurt de leenheer van tal van vazallen. De machtsverhouding werd tot uitdrukking gebracht in het gebruik dat de gouverneur-generaal van Nederlands-Indië zijn "grootvader" heette te zijn en deze de regerende susuhunans als zijn "kleinzoon" aansprak. Voor de lagere Indische vorsten heetten de Nederlandse bestuurders als "oudere broer" tegenover hun "jongere broer" te staan.
De dankbare vorst stichtte twee eretekens, sterren min of meer naar het voorbeeld van de Europese ridderorden. De Ster van de Compagnie of "Bintang Kompeni" en de Ster van Daendels of "Bintang Daendels". Deze ster werd genoemd naar de Nederlandse Maarschalk Daendels die gouverneur-generaal van Nederlands-Indië was voor Lodewijk Napoleon, koning van Holland.
De Javaanse vorst was moslim en had vele echtgenoten en bijvrouwen. Op zijn 17e werd Radin Ajeng Andaya een dochter van de panembahan van Pamakassan, kleindochter van de panembahan van Madura zijn eerste vrouw. Na dit dynastieke huwelijk volgden nog vier echtgenoten. De vorst verwekte 56 kinderen.

## Opvolging
- Opvolger van Pakubuwono III van Surakarta
- Opgevolgd door Pakubuwono V van Surakarta